# Гофрей
Гофре́й (фр. Gaufrey, также Готфрид Датчанин) — персонаж французского эпоса, герой одноимённой поэмы. Старший сын Доона де Майанса, отец Ожье Датчанина.

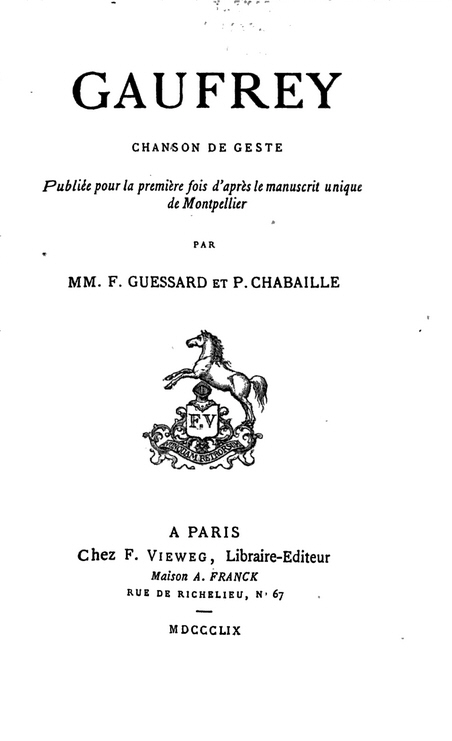
Титульный лист издания поэмы (1859 год)

## Поэма
Поэма датируется XIII веком. Она была написана как соединительное звено между поэмой о Дооне де Майансе и произведениями об Ожье Датчанине. Она подхватывает многие темы поэмы «Доон де Майанс» (в частности тему сотрудничества героев с великаном Робастром), а также вводит много новых мотивов. Феерические мотивы, связанные с образами Робастра и его отца духа Малаброна, повторяют некоторые темы «Гуона де Бордо», а мотив предательства является важным сюжетообразующим элементом. Носителем этого мотива выступает в поэме один из двенадцати братьев, Гриффон д’Отфей, названный здесь отцом предателя Ганелона.

### Пролог
В прологе автор поэмы предлагает вымышленную им генеалогию рода Доона де Майанса («майнцского»). Созданная здесь генеалогия впервые (и достаточно произвольно) объединила персонажей из ранее автономных песен в единый цикл.

### Сюжет
«Гофрей» является непосредственным продолжением поэмы «Доон де Майанс». Доон и его сподвижник Гарен оказались в плену у эмира Глорианта. Гофрей спешит им на выручку. По пути он одерживает немало побед, завоевывает земли для своих младших братьев, некоторых из них женит. Один из братьев, Гриффон, однажды отказывает остальным в помощи. В плену Доона и Гарена опекает прекрасная юная сарацинка Флордепина, проникшаяся любовью к Берару де Мондидье, одному из франкских пэров. Великан Робастр помогает Гофрею в его подвигах. Он встречается со своим отцом волшебником Малаброном, который демонстрирует всяческие чудеса. Берар и другие пэры также попадают в плен к сарацинам, но с помощью Флордепины овладевают крепостью, в которой были заточены. Начинается избиение сарацин. Все заканчивается победой франков и многочисленными браками с принимающими христианство сарацинками.